# Cosmos 27
Cosmos 27 (Também conhecida como Kosmos 27) foi uma tentativa de enviar uma sonda a Vénus.
Lançada em 27 de Março de 1964, a nave chegou até a órbita da Terra, mas seus motores pararam de funcionar e a nave ficou presa na Orbita Terrestre.